# Distrikt Chuquis
Der Distrikt Chuquis liegt in der Provinz Dos de Mayo in der Region Huánuco in Westzentral-Peru. Der Distrikt wurde am 18. September 1960 gegründet. Er besitzt eine Fläche von 152 km². Beim Zensus 2017 wurden 3499 Einwohner gezählt. Im Jahr 1993 lag die Einwohnerzahl bei 4118, im Jahr 2007 bei 5125. Verwaltungssitz des Distriktes ist die 3355 m hoch gelegene Ortschaft Chuquis mit 880 Einwohnern (Stand 2017). Chuquis befindet sich 19,5 km nordöstlich der Provinzhauptstadt La Unión.

## Geographische Lage
Der Distrikt Chuquis befindet sich südzentral in der Provinz Dos de Mayo. Er erstreckt sich vom Río Marañón im Westen bis zum Hauptkamm der peruanischen Zentralkordillere im äußersten Osten.
Der Distrikt Chuquis grenzt im Westen an die Distrikte Pampamarca (Provinz Yarowilca), Yanas und Pachas, im Norden und im Osten an den Distrikt Marías sowie im Süden an den Distrikt Aparicio Pomares (Provinz Yarowilca).

## Ortschaften
Im Distrikt gibt es neben dem Hauptort folgende größere Ortschaften:
- Huancachaca
- Huancan (495 Einwohner)
- Tingo Chico
- Ucrumarca